# Chilomycterus atringa
Chilomycterus atringa, comúnmente tamboril espinoso, es una especie de peces de la familia Diodontidae en el orden de los Tetraodontiformes.

## Morfología
Los machos pueden llegar alcanzar los 60 cm de longitud total.

## Hábitat
Es un pez de mar de clima subtropical y asociado a los  arrecifes de coral.

## Distribución geográfica
Se encuentra en el Atlántico occidental: desde Nueva Jersey (Estados Unidos), Bermuda y el suroeste del Golfo de México hasta el sur del Brasil. También está presente en el Atlántico oriental.